# Gran huracà de l'Havana de 1846
El gran huracà de l'Havana de 1846 va ser un poderós huracà de final de temporada que va causar destrosses molt extenses i que provocar 255 víctimes mortals. Va avançar a través de Cuba, Florida, i l'est dels Estats Units abans de dissipar-se sobre les províncies marítimes del Canadà.